# I predoni della steppa
I predoni della steppa è un film italiano del 1964 diretto da Tanio Boccia (con lo pseudonimo di Amerigo Anton).